# Windstruck
Windstruck (limba coreeană:Nae yeojachingureul sogae habnida) este un film regizat de Jae-young Kwak artistic coreean apărut în anul 2004. În România a fost difuzat sub titlul de Te-am prins! sau Permiteți s-o prezint pe prietena mea?. În rolurile principale sunt Gianna Jun (Yeo Kyung-jin - ofițer de poliție) și Ki-woo Lee (Myung-woo - profesor de fizică). Filmul are 123 de minute metraj și a fost distribuit de CJ Entertainment.

## Rezumat
Filmul debutează scena punctului culminant al filmului, aceea în care eroina, Kyung-jin se hotărăște să moară ducându-se alături de iubitul ei, Myungwoo, într-o altă dimensiune. Scena este acompaniată armonios de celebra melodie Knockin' on Heaven's Door. 
Totodată Myungwoo începe un monolog în care exprimă sentimentele profunde față de prietena sa Kyung-jin.
Numele ei este Kyung-jin. Yeo Kyung-jin!

Mã simt ciudat doar rostindu-i numele. Dar are ceva special, ceva pe care puțini l-ar putea înțelege.

Cel mai frumos vis al unui bãrbat este sã plece în cãlãtorie cu iubirea vieții sale.

Și eu visez la asta. Și într-o zi, chiar am plecat.

Cu toate acestea, destinul meu... 

Nu, lãsați-mã mai întâi sã vã spun cum ne-am întâlnit!
S-au cunoscut întâmplător după Myungwoo a fost confundat cu hoț de poșete dovedindu-și totuși destul de greu nevinovăția în fața tinerei polițiste. Cei dezvoltă o puternică prietenie finnd de nedespărțit chiar și în misiunile de cercetare ale lui Kyung-jin.

Din pacate pentru Myungwoo se află într-un loc nepotrivit atunci când Kyung-jin și colegii ei sunt în căutarea unui infractor deosebit de periculos. Astfel este împușcat în piept, accidental, de polițiști ceilalți (între care inspectorul Kim) aceștia părăsind imediat zona ca niște lași.

După moartea lui Myungwoo, Jyung-jin încearcă să se sinucidă în mai multe rânduri prin împușcare, prin supradoză de medicamente și ca mai apoi să se arunce în gol de pe un zgârie-nori. De fiecare dată planul său a eșuat și astfel a început să creadă că Myungwoo nu a părăsit-o, ci o veghează în continuarea, acesta fiind prezent sub forma vântului.

Consolându-se cu aceste gânduri, Kyung-jin își reia activitatea de polițistă sub comanda inspectorului Kim care s-a gasit extrem de surprins de alegerea șefului său, cât și de nivelul de pregătire al fetei.
După o acțiune complexă de urmărire, criminalul din pricina căruia Myungwoo a fost omorât, este împușcat de inspectorul Kim. Deși rănită grav, Kyung-jin va supraviețui.
În final Myungwoo va trece într-o altă dimensiune după ce ritualul lui kyung-jin se sfârșește. Kyung-jin venind la serviciu va găsi o carte 
cu dedicația "Salvatoarei mele, Kyung-jin. Sunt al tău!" în care se găsește o poză de a lui Myungwoo în alcărui plan depărtat se află și Kyung-jin. Din monologul lui Myungwoo către Kyung-jin reiese faptul că sufletul lui va reîncarna. 
'...Kyungjin, ce mai faci? Sper cã nu te mai condamni. Voi fi mereu alãturi de tine. Amintește-ți ce ți-am spus odatã: Dacã îmi vei simți lipsa, vei auzi un murmur al vântului. Și, mai apoi, vei întâlni pe cineva care va avea un suflet ca al meu.

Mã poți simți ? Sunt alãturi de tine. Îl vei întâlni astãzi.
Și prin urmare Kyung-jin întâlnește pe cineva pe peronul metroului. Se poate considera că My Sassy Girl este de fapt continuarea Windstruck-ului, aici fiind în fapt măiestria regizorului Kwak Jae-yong.

## Referinte
- imbd Windstruck